# Lei cha
Il lei cha (Cinese=擂茶; Pinyin=léi chá; letteralmente: tè battuto) o tè macinato è una bibita o zuppa originaria della Cina meridionale a base di tè.

## Diffusione
Il consumo del lei cha risale al periodo dei Tre Regni o addirittura alla Dinastia Han. Nonostante la bevanda sia principalmente utilizzata tra gli [Hakka nelle regioni di Taiwan da loro abitate, il lei cha venne diffuso dal popolo Hakka anche nel resto dell'isola di Taiwan, in Malaysia e in qualsiasi località dove si sia insediata una consistente comunità Hakka. Oltre ad essere una specialità tradizionale degli Hakka il lei cha è ritenuto anche un piatto tipico del popolo residente nella parte settentrionale della provincia dell'Hunan, nella Cina continentale. In Cina vengono quindi usate entrambe due diverse varianti di lei cha: quella degli Hakka e quella del popolo di Hunan.

## Produzione
Sebbene sia possibile acquistarla già pronta e preconfezionata, la bevanda viene solitamente preparata "ex novo" appena prima del consumo.
Il tè battuto è composto da una miscela variegata di:
- Foglie di tè – qualsiasi tipo di foglie di tè può essere utilizzato, ma le più comuni e diffuse sono quelle di Tè verde o di Oolong; alternativamente, per una maggiore facilità d'uso, talvolta viene usato il matcha (tè verde finemente macinato);
- frutta secca tostata, legumi e semi; i più comunemente usati sono quelli di Arachide (seme), di fagiolo mungo verde e di sesamo; costituiscono ulteriori esempi i semi di soia, i pinoli, i semi di zucca, i semi di girasole, i semi della lenticchia e quelli di loto;
- cereali tostati come riso (cotto o soffiato) o frumento;
- erbe e spezie come lo zenzero;
- sale;
- eventuali erbe medicinali, se il consumo avviene anche a scopo fitoterapico.

Gli ingredienti vengono macinati in un frullatore, o con l'ausilio di un mortaio o in un ampio recipiente di terracotta con l'aiuto di un bastone di legno. La miscela dovrebbe essere ridotta a una polvere simile ad una fine farina di mais. Successivamente, la polvere viene posta all'interno di una ciotola e mescolata con dell'acqua calda fino al formarsi di una bevanda brodosa simile ad una minestra.

## Consumo
Il tè battuto viene bevuto a colazione oppure durante i rigidi inverni come un delizioso e salutare tonico.
Il lei cha può ulteriormente essere assunto come un infuso dietetico. In tal caso, viene servito con del riso ed altri contorni vegetariani come verdure, tofu e ravanelli sott'aceto. Il lei cha tradizionale è una miscela salata; tuttavia, nelle sue reinterpretazioni contemporanee, viene spesso consumato come bevanda dolce.